# Reindeer Games (2000)
Reindeer Games is een Amerikaanse actiefilm uit 2000 onder regie van John Frankenheimer.

## Verhaal
Na zijn vrijlating uit de gevangenis neemt Nick contact op met Ashley. Ze kennen elkaar enkel door briefwisseling. Ashley neemt Nick mee naar haar huis, maar daar worden ze aangevallen door Gabriel. Hij is de gewelddadige broer van Ashley en tevens misdadiger. Gabriel heeft de brieven gevonden en weet dat Nick vroeger in een casino werkte. Gabriel wil nu dat Nick hem helpt om het casino te overvallen. Nick tracht Gabriel te overtuigen dat hij in werkelijkheid Rudy is. De echte Nick is in de gevangenis gestorven na een messteek. Rudy was de celmaat van Nick, maar omdat Rudy verliefd werd op Ashley, nadat Nick hem een foto toonde, besloot hij om zich voor te doen als Nick. Omdat Gabriel nu denkt dat Rudy te veel weet, wil hij hem doden. Daarop zegt Rudy dat hij wel degelijk Nick is en zich enkel voordeed als Rudy omdat hij niets meer met criminaliteit wil te maken hebben.
Nick gaat uiteindelijk akkoord om Gabriel te helpen en hij vertelt hun waar de kluis is en hoe het veiligheidspersoneel werkt. Gabriel heeft al een schets van het interieur van het casino, maar volgens Nick klopt dit niet met de realiteit tenzij het casino ondertussen werd heringericht. Nick kan Gabriel overtuigen om het casino nogmaals te bezoeken om na te gaan of er ook wijzigingen zijn in de werking van het veiligheidspersoneel en de kluis. Tijdens deze actie verneemt Gabriel van een medewerkster dat het casino nooit werd heringericht. Nick kan Gabriel toch overtuigen dat hij een goede reden had om hierover te liegen.
Op de nacht voor de overval komt Nick te weten dat Gabriel geen broer is van Ashley, maar dat zij verloofd zijn. Zij zullen Nick ook vermoorden zodra de overval werd gepleegd. Verkleed als kerstmannen overvalt de bende het casino. Diverse medewerkers van het casino, evenals bendeleden, komen daarbij om. Gabriel is verbaasd dat de casino-eigenaar Nick niet herkent. Nick verklaart daarop dat hij in werkelijkheid dan toch Rudy is. 
Gabriel en Ashley nemen Rudy mee met hun vrachtwagen. Ze zijn van plan om hem in een brandende auto te zetten en deze van een klif af te duwen. Zo zullen de instanties denken dat het over een ongeluk gaat. Er ontstaat onenigheid tussen Gabriel en Ashley waarbij Ashley Gabriel neerschiet. Daarop verklaart ze dat ze in werkelijkheid Millie Bobeck is en dat ze altijd al wist dat Nick in werkelijkheid Rudy was. Daarop komt de echte Nick in beeld. Hij verklaart dat zijn dood opgezet spel was. Hij en Ashley hadden al langer het plan om het casino te overvallen, maar wilden zoveel mogelijk buiten schot blijven. Daarom trachtten ze Rudy, Gabriel en de andere bendeleden voor hen te winnen in de hoop dat zij opdraaien voor de ganse overval.
In de vrachtwagen staat een auto waarin Rudy wordt gezet. De auto wordt overgoten met brandstof. Rudy kan de auto starten en verplettert eerst Nick. Daarop rijdt hij uit de vrachtwagen en rijdt Ashley aan. Zij valt in het ravijn. Rudy springt uit de auto net voordat deze ook in het ravijn valt en ontploft. Daarop zet Rudy de vrachtwagen in achteruit en duwt deze eveneens in het ravijn. 
Rudy vindt enkele zakken vol met geld, afkomstig uit het casino. Hij trekt door het nabijgelegen stadje en deponeert in elke brievenbus een stapel geld.